# Ludwig August von Autenrieth

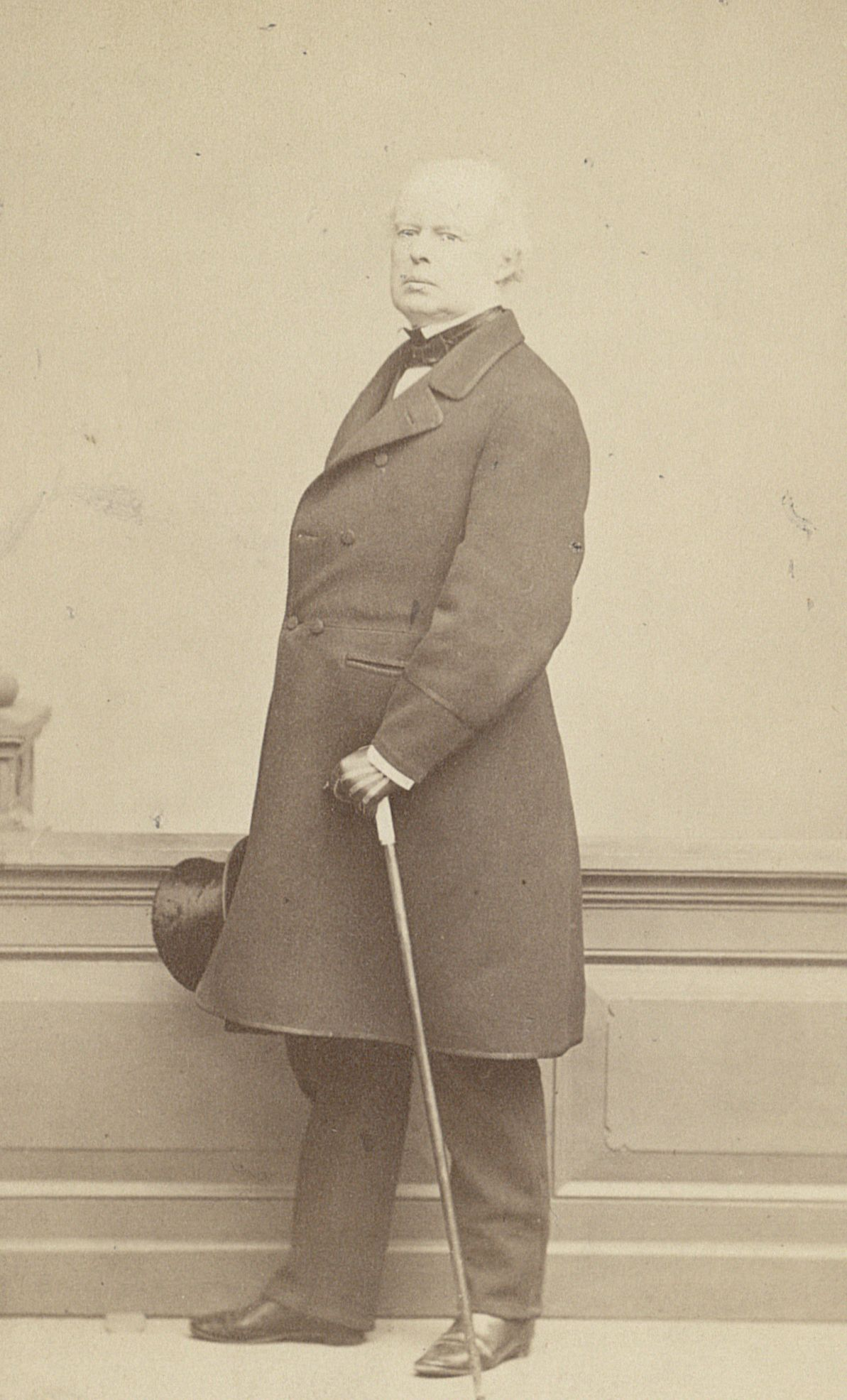
Ludwig August von Autenrieth

Ludwig August von Autenrieth (* 14. Juni 1802 in Neuenstadt am Kocher; † 28. November 1872 in Tübingen) war ein württembergischer Jurist und Politiker. 

## Leben
Als Sohn eines Kaufmanns geboren, studierte Autenrieth Rechtswissenschaften in Tübingen. Während seines Studiums wurde er 1823 Mitglied der Burschenschaft Germania Tübingen. 1828 wurde er Referendar und Assistent am Oberamtsgericht Sulz, 1829 Hilfsarbeiter und 1830 Gerichtsrat. 1831 war er Assistent der Finanzkammer und wurde 1837 Ministerialassessor, 1838 Regierungsrat, 1840 Oberregierungsrat und 1842 Ministerialrat. 1848 ging er nach Reutlingen, wo er Direktor der Kreisregierung des Schwarzwaldkreises wurde. 1870 zog er nach Tübingen, wo er seinen Ruhestand verbrachte.
1838 heiratete er Auguste Hedwig Feuerlein (1815–1896), eine Tochter von Ehregott August Willibald Feuerlein.

## Ehrungen
- 1844: Orden der Württembergischen Krone, Ritter
- 1856: Friedrichs-Orden, Komtur II. Klasse
- 1867: Friedrichs-Orden, Komtur I. Klasse